# Nemotelus halophilus
Nemotelus halophilus är en tvåvingeart som beskrevs av Paul E. Hanson 1958. Nemotelus halophilus ingår i släktet Nemotelus och familjen vapenflugor. Inga underarter finns listade i Catalogue of Life.